# 機動戦士ガンダムSEED DESTINY
『機動戦士ガンダムSEED DESTINY』（きどうせんしガンダムシード デスティニー、MOBILE SUIT GUNDAM SEED DESTINY）は、「ガンダムシリーズ」のアニメ作品。『機動戦士ガンダムSEED』の続編として制作された。後に本作の続編となる劇場版『機動戦士ガンダムSEED FREEDOM』が公開。
キャッチコピーは「戦う意志が未来を変える。」。

## 概要

### 作品展開
放送期間は2004年10月9日（一部地域は同年10月16日）から2005年10月1日（一部地域は同年10月8日）。2005年12月25日に放送された『FINAL PLUS 選ばれた未来』は最終回を修正した内容となっている。
ビデオ・DVD版、後述のスペシャルエディション4部作・HDリマスターでも修正された箇所が幾つもある。
前作『機動戦士ガンダムSEED』での終盤の第二次ヤキン・ドゥーエ攻防戦から2年後の世界が舞台。
「宇宙世紀シリーズ」ではないガンダム作品の続編がTVシリーズとして制作されたのは本作が初。
宇宙世紀シリーズのザク、グフ、ドムを流用している。
前作に引き続き、小説等のメディアミックス展開が行われた。
2006年5月に続編の劇場版の制作は発表されていたが、諸事情により延期（該当項目を参照）。2024年1月に公開という事態となった。

### 主人公
放送前に監督の福田己津央を含めた公式側の関係者や雑誌等の各メディアが主人公として紹介していたのはシン・アスカのみだったが、2011年のバンダイナムコの記事ではキラ・ヤマトも「もう一人の主人公」、両者とも「二人の主人公」だと紹介されていた。
オープニング映像のタイトルバックの機体は2クール目まではシンのインパルスガンダム、3クール目以降はキラのストライクフリーダム。
終盤にはエンディング映像のキャストクレジットの順番がシンよりもキラとアスランの方が上になっているが、前例としては『機動戦士Zガンダム』のエンディング映像のクレジットのトップは1話から最終回まで主人公のカミーユ・ビダンではなかった。
コミカライズやゲームでもどの人物を主軸に置くのかは作品によって異なる。
放送終了後、監督はアスラン・ザラも含めて「三つの視点に挑戦してみたかった」旨を発言。
シン役の鈴村健一宛に「キラやアスランと敵対」「デュランダルの味方」等の記号的な理由から「シンが嫌い」という主旨の手紙が送られており、そのことについて鈴村は「キラと対立しアスランの言うことを聞かないシンはドラマ上の悪になるが、作品というのは客観的な視点で観ることができる」「対立する二つのどちらの考えも知れる」「敵対しているキャラクターも理解してみることもできる」旨の解説をしていた。

### 商業面
初回視聴率（8.2%）は前作の最高視聴率（8.0%）を上回った。
また、主題歌・挿入歌CDもオリコン初登場10位圏内に入り、1位を4回、2位を3回記録（後述の#主題歌の項目を参照）。毎日放送制作土曜夕方6時枠のアニメ（通称土6枠）の前作『SEED』や前番組『鋼の錬金術師』同様にビデオ・DVDや主題歌CDが売れ、ヒットした。
一方でプラモデルの売上は前作比で62％と大幅に数字を落としている。

## 受賞
- 『アニメージュ』アニメグランプリ[12]
  - 第27回グランプリ
  - 第28回グランプリ - 全6部門を制覇した。詳細は以下の通り。
    - グランプリ作品部門：1位（2428票） - 2位の『今日からマ王!』（第2期）とは1770票差。
    - サブタイトル部門：1位（『FINAL PHASE 最後の力』 779票） - 2位は『PHASE-39 天空のキラ』 684票。
    - 男性キャラクター部門：1位（キラ・ヤマト 1351票） - 2位はアスラン・ザラ 658票。
    - 女性キャラクター部門：1位（ラクス・クライン 1139票） - 2位はカガリ・ユラ・アスハ 424票。
    - 声優部門：1位（保志総一朗 920票） - 2位は石田彰 861票。
    - アニメソング部門：1位（『君は僕に似ている』 555票） - 2位は『Vestige -ヴェスティージ-』 318票。

## あらすじ
コズミック・イラ（C.E.）71年6月15日、大西洋連邦を主力とする地球連合軍とオーブ連合首長国によるオノゴロ島の攻防戦の中、シン・アスカはたった1発の砲弾によって眼前で家族を失った。妹マユが落とした携帯電話を握り締め、シンは自らの非力さに絶望し、以降はトラウマに苦しみ続けることになる。
その後、地球連合軍とザフト軍による大戦（第1次連合・プラント大戦）は、第二次ヤキン・ドゥーエ宙域戦、ユニウス条約の締結を経て、一応の停戦を見た。しかし、両陣営間の争いの火種は消えることはなかった。
停戦に貢献した元ザフト軍人でキラの親友アスラン・ザラは「アレックス・ディノ」と名を変え、オーブ代表首長となったカガリ・ユラ・アスハのパートナーとして公私をサポートしていた。
停戦から2年後、C.E.73年10月2日。プラント最高評議会議長ギルバート・デュランダルとの非公式会談のため、新造艦ミネルバの進水式の準備が進むL4 アーモリーワンを訪れたカガリとアスラン。だがその最中、ザフトが開発した新型MSカオス、ガイア、アビスが何者かに強奪され、周囲は混乱に陥る。これを阻止すべく、ミネルバからも新型機インパルスガンダム(インパルス)が出撃。そのパイロットは、プラントに渡りザフト軍に入隊したシンであった。アスランはカガリを守るため近くに放置されていたザフトの新型量産MS・ザクウォーリアに搭乗し3機のガンダムと戦うが、量産機では最新鋭の3機に性能で大きく劣るために苦戦を強いられ、ミネルバに避難する。
新型機を強奪したファントムペインを追い、カガリとアスランを伴ったままミネルバは出撃する。だがそんな中、安定軌道にあったはずのユニウスセブンが地球への落下コースに乗ったという報せが入る。それは、ナチュラルへの憎しみを募らせ続けるザフト脱走兵たち（旧パトリック・ザラ派）の仕業だった。惨劇に見舞われる地球だが、軍需産業複合体「ロゴス」のメンバーで反プラント・反コーディネイター団体ブルーコスモスの新盟主ロード・ジブリールはこれを利用し、プラントへの開戦を大西洋連邦に促す。
ミネルバとの戦いで全滅したザフト脱走兵の引き渡しと、国家の主権移譲の二択を迫られたプラントは徹底抗戦の意思を示し、ここに連合とプラントの戦争が再開された。プラント本国攻撃のために核攻撃までも敢行した連合軍であったが、これが阻まれ作戦は失敗に終わる。その頃、旧友との再会や戦争に向かう世界に突き動かされたアスランはプラントへと渡り、そこでデュランダルに論されザフトに復隊。セイバーガンダム(セイバー)を受領しミネルバと合流した。また、デュランダルはラクスの影武者である「ミーア・キャンベル」を国民のアイドルとして担ぎ上げ、プロパガンダも開始した。さらにプラントは連合軍の攻撃に対する積極的自衛権を行使し地球に部隊の降下を開始した。
一方、一年半にも及ぶ戦争を停戦へと導いた英雄キラ・ヤマトは、その後MS（モビルスーツ）を降り、共に戦い抜いたマリュー・ラミアスとアンドリュー・バルトフェルド、恋人のラクス・クラインと孤児たちと共に、オーブの僻地で隠居生活を送っていた。
こうした情勢から地球圏の国家群が陣営分けを余儀なくされるなか、オーブは親連合派であり、実権を握っていたセイラン家たちの意向によって連合への同盟が結ばれる。同時期、戦いから離れていたキラやラクスたちの前にも最新鋭機を携えたザフト特殊部隊が襲撃し、否応なしに戦禍へと身を投じる形となった。ザフト特殊部隊が狙っていたのはラクスの暗殺であり、この襲撃によりキラたちはプラントおよびデュランダルへの疑念を一気に深めることとなる。その後、連合との結びつきを強めるセイランとカガリが政略結婚される事を知ったキラは、フリーダムガンダム(フリーダム)を持ち出しカガリを誘拐。アークエンジェルとともにオーブを脱出し、その協力勢力とともに行動を開始する。その一方で、地球連合勢力では内政の悪化から、ガルナハンやディオキアなど地球連合からの離脱地域が発生し始め、救援に乗り出したザフトはこれらを味方につけていく。
ザフトのミネルバは連合とオーブの同盟軍と激突。これにアークエンジェル、フリーダムやキラたちは武力介入し、カガリはオーブの代表としてオーブ軍の撤退を命じるものの、既に実権を握っていたセイランに拒否され、三つ巴の戦いを繰り広げていく。この戦いでセイバーやアビスをはじめとした戦力をも失い、多大な被害を受けたミネルバとファントムペイン。後者に最新兵器「デストロイガンダム」(デストロイ)を渡したジブリールは、ザフトが駐留する連合離脱地域であるユーラシア連邦西側への攻撃を命じる。デストロイは都市を次々と壊滅させ、夥しい数の死者を出しながら侵攻し、ベルリンへ到達。この時、デストロイにはシンと懇意であったステラ・ルーシェが乗っていた。ステラはインパルスに乗っているシンに気付いて一時攻撃を止めるものの、後方で様子を見ていたフリーダムが視界に入るとパニック状態に陥り再び攻撃態勢に入ってしまう。インパルスへ向けて大口径ビーム砲が発射される寸前、やむなくフリーダムがデストロイを撃墜する。ステラは生体CPUであり、肉体的限界が近かったところに撃墜時の傷も負ったため命を落とし、シンはフリーダムへの復讐心を抱くようになる。
デュランダルは、ベルリンの被害を受けて世界に緊急放送を行う。一連の事件や、これまでの戦争が地球連合さえをも陰で操る軍需産業複合体ロゴスの陰謀であり、これを打倒する事を世界に宣言する。これに呼応した民衆は武装蜂起を開始し、地球連合軍と衝突。民衆の手によって殺害されるロゴスのメンバーも現れる。また、デュランダルは武力介入を繰り返したアークエンジェルらの掃討作戦「エンジェルダウン」も敢行する。これによって復讐に燃えるシンがキラと激突。アークエンジェルは海中へ潜行後に第1エンジンを切り離して爆破し、轟沈したように見せかけることで難を逃れるも、フリーダムは大破し、キラは重傷を負う。
キラとアークエンジェルの処遇、そしてデュランダルに疑念を抱いたアスランは、彼と衝突するも逆に憲兵を差し向けられ、成り行きで同行することになったメイリン・ホークと共に量産機のグフイグナイテッドに乗ってザフトから脱走を図る。そこへシンが駆るデスティニーガンダム(デスティニー)、デュランダルの腹心であるレイ・ザ・バレルが駆るレジェンドガンダム(レジェンド)の最新鋭2機が追撃する。間もなく戦闘となるが、量産機では最新鋭機に敵うはずもなく、圧倒的な機体性能差によりグフイグナイテッドは大破させられる。メイリンは無事だったが、アスランは重傷を負う。
地球圏内の反ロゴス機運は留まる事を知らず、脱出したロゴスメンバーは連合軍基地ヘブンズベースに退避。その逮捕を名目として、地球連合軍からの離脱勢力とザフトの反ロゴス同盟軍がこれに攻撃を加え、ヘブンズベースは陥落。ジブリールは脱出し、オーブへと向かう。また、宇宙にてデュランダルの素性を調査していたラクスたちは彼の考案するデスティニープランの存在を知るが、ザフト軍に見つかり追撃を受ける。この時、ほとんど戦力を持っていなかったラクスたちは窮地に陥るが、ストライクルージュで駆け付けたキラに、密かに製造していたストライクフリーダムガンダム(ストライクフリーダム)を渡すことでザフト軍を退ける。
同時期、ザフト軍はジブリール隠匿を口実にオーブへと攻め入る。セイラン家の失策によってオーブ国防軍は総崩れ寸前となるが、この混乱の最中にカガリは父ウズミが遺したモビルスーツ「アカツキ」を受け取り、オーブの代表へと復帰するとともにザフトを迎撃する。カガリの部下レニドル・キサカによって救出されていたアスランもまた、駆け付けたラクスからインフィニットジャスティスガンダム(インフィニットジャスティス)を受け取り、攻め入るシンたちザフトに応戦した。この戦いの中、またしてもジブリールは脱出に成功し、本物のラクスが世界放送を行ったことでザフト内部でも動揺が広がる。
月面基地ダイダロスへと落ち延びたジブリールは再び連合軍を動かし、軌道間全方位戦略砲「レクイエム」によってプラント本国を攻撃。一気に6つのコロニーが破壊され、夥しい数の死者が発生する。これに対しザフトはダイダロスへの報復を行い、ジブリールは打倒された。また、月面のコペルニクスではミーアとラクスが接触するも、ミーア監視者であるサラの凶弾によってミーアが死亡した。
ダイダロスを攻略したザフトのデュランダルは世界放送を行い、人々の人生全てを遺伝子によって決定する世界的な管理社会制度「デスティニープラン」の施行を宣言。接近した地球連合残存軍と大西洋連邦大統領ジョセフ・コープランドを、密かに接収・復元したレクイエムによって抹殺する。オーブはデスティニープランに反対し、次にレクイエムで撃たれるのは自国であると考え、それを阻止する作戦を地球連合の残存兵力と共に開始する。デュランダルはレクイエムに加えて、自らの牙城である移動要塞メサイアと破壊兵器ネオ・ジェネシスを持ち出し、掃討作戦を開始する。キラが駆るストライクフリーダムとレイが駆るレジェンドが、アスランが駆るインフィニットジャスティスとシンが駆るデスティニーがそれぞれ激突し、いずれもストライクフリーダムとインフィニットジャスティスが勝利を収める。メサイアへと向かったキラとアスランはデュランダルと対峙。デュランダルは「デスティニープランを止めると世界は再び混迷の闇の中へ堕ちる。これは真実だ」と告げるが、キラはその混迷する世界に身を置いて戦う意思を表明する。そして、遺伝子が全てを決める世界ではなく「明日」を求めたレイによってデュランダルは倒れ、駆け寄ったかつての恋人タリア・グラディスと共に、３人で崩壊するメサイアと運命を共にした。
これを見届けたラクスはザフトへの停戦勧告を行い、ザフト側も合意。ラクスは調停者としてプラントへと渡り、ザフトとオーブの停戦が実現した。
月日は経ち、オーブにてシンはアスランとともに家族の慰霊碑に花を手向ける。そこに現れたキラがフリーダムのパイロットであることを知り、和解した三人は戦いの決意を誓うのだった。そしてザフトの白服をまとったキラは、プラントにてラクスに迎えられた。

## 登場人物
プラント / ザフト
- シン・アスカ （声 - 鈴村健一）
- レイ・ザ・バレル （声 - 関俊彦）
- ルナマリア・ホーク （声 - 坂本真綾）
- ギルバート・デュランダル （声 - 池田秀一）
- タリア・グラディス （声 - 小山茉美）
- ミーア・キャンベル （声 - 田中理恵）
- メイリン・ホーク （声 - 折笠富美子）
- イザーク・ジュール （声 - 関智一）
- ディアッカ・エルスマン （声 - 笹沼晃）

アークエンジェル&エターナル
- キラ・ヤマト （声 - 保志総一朗）
- アスラン・ザラ  （声 - 石田彰）
- ラクス・クライン （声 - 田中理恵）
- マリュー・ラミアス （声 - 三石琴乃）
- ムウ・ラ・フラガ （声 - 子安武人）
- アンドリュー・バルトフェルド （声 - 置鮎龍太郎）
- ミリアリア・ハウ（声 - 豊口めぐみ）

地球連合
- ステラ・ルーシェ （声 - 桑島法子）
- スティング・オークレー （声 - 諏訪部順一）
- アウル・ニーダ （声 - 森田成一）
- ロード・ジブリール （声 - 堀秀行）

オーブ連合首長国
- カガリ・ユラ・アスハ （声 - 進藤尚美）
- ユウナ・ロマ・セイラン （声 - 野島健児）

## スタッフ
- 企画 - サンライズ
- 原作 - 矢立肇、富野由悠季
- シリーズ構成 - 両澤千晶
- キャラクターデザイン - 平井久司
- チーフメカ作画監督 - 重田智
- メカニックデザイン - 大河原邦男、山根公利
- 美術監督 - 池田繁美
- 色彩設計 - 柴田亜紀子、安部なぎさ
- 音響監督 - 藤野貞義
- 撮影監督 - 葛山剛士
- 編集 - 野尻由紀子
- 音楽 - 佐橋俊彦
- 音楽プロデューサー - 野崎圭一（ビクターエンタテインメント）、篠原廣人（ソニー・ミュージックエンタテインメント）、真野昇（サンライズ音楽出版）
- 制作協力 - 創通エージェンシー、ADK
- エグゼクティブプロデューサー - 竹田靑滋（毎日放送[注 7]）、宮河恭夫
- プロデューサー - 諸冨洋史（毎日放送[注 7]）、丸山博雄（毎日放送[注 7]）、佐藤弘幸
- 監督 - 福田己津央
- 製作 - 毎日放送[注 8]、サンライズ

### リマスター・スタッフ
- 監督・演出 - 福田己津央
- 作画監督 - 米山浩平、重田智
- メカ作監捕 - 東賢太郎
- レイアウト作監 - 平井久司
- 美術監督 - 池田繁美
- 撮影監督 - 葛山剛士
- 音響監督 - 藤野貞義
- 音響効果 - 蔭山満（フィズサウンドクリエイション）
- リマスター音楽プロデューサー - 野崎圭一（フライングドッグ）、山田智子（サンライズ音楽出版）
- プロデューサー - 峯岸功、牧本佑紀（バンダイビジュアル）

## 主題歌

### オープニングテーマ
| 曲名                     | 使用回                  | 使用回                       | 作詞                  | 作曲                  | 編曲                  | 歌                    |
| 曲名                     | 原典                    | HDリマスター                 | 作詞                  | 作曲                  | 編曲                  | 歌                    |
| ------------------------ | ----------------------- | ---------------------------- | --------------------- | --------------------- | --------------------- | --------------------- |
| ignited -イグナイテッド- | PHASE-01 - PHASE-13     | 01.PHASE-01 - 13.PHASE-13    | 井上秋緒              | 浅倉大介              | 浅倉大介              | T.M.Revolution        |
| PRIDE                    | PHASE-14 - PHASE-24     | 14.PHASE-14 - 24.PHASE-24    | HIGH and MIGHTY COLOR | HIGH and MIGHTY COLOR | HIGH and MIGHTY COLOR | HIGH and MIGHTY COLOR |
| 僕たちの行方             | PHASE-25 - PHASE-37     | 25.PHASE-25 - 37.PHASE-37    | Yuta Nakano+shungo.   | Yuta Nakano           | Yuta Nakano           | 高橋瞳                |
| Wings of Words           | PHASE-38 - FINAL PHASE  |                              | 森雪之丞              | 葛谷葉子、谷口尚久    | 谷口尚久              | CHEMISTRY             |
| vestige -ヴェスティージ- | FINAL PLUS 選ばれた未来 | 38.PHASE-38 - 50.FINAL PHASE | 井上秋緒              | 浅倉大介              | 浅倉大介              | T.M.Revolution        |

### エンディングテーマ
| 曲名                         | 使用回                                                        | 使用回                                                                       | 作詞                  | 作曲                  | 編曲                  | 歌                    |
| 曲名                         | 原典                                                          | HDリマスター                                                                 | 作詞                  | 作曲                  | 編曲                  | 歌                    |
| ---------------------------- | ------------------------------------------------------------- | ---------------------------------------------------------------------------- | --------------------- | --------------------- | --------------------- | --------------------- |
| Reason                       | PHASE-01 - PHASE-13                                           | 01.PHASE-01 - 11.PHASE-11                                                    | shungo.               | y@suo otani           | ats-                  | 玉置成実              |
| Life Goes On                 | PHASE-14 - PHASE-25                                           |                                                                              | 有坂美香              | 梶浦由記              | 梶浦由記、西川進      | 有坂美香              |
| Life Goes On 〜ReMix2013     |                                                               | 14.PHASE-14 - 25.PHASE-25                                                    | 有坂美香              | 梶浦由記              | 梶浦由記、西川進      | 有坂美香              |
| I Wanna Go To A Place...     | PHASE-26 - PHASE-37                                           | 26.PHASE-26、27.PHASE-27 29.PHASE-29 - 31.PHASE-31 33.PHASE-33 - 37.PHASE-37 | Rie fu                | Rie fu                | SNORKEL               | Rie fu                |
| 君は僕に似ている             | PHASE-38 - FINAL PLUS スペシャルエディション完結編 自由の代償 |                                                                              | 石川智晶              | 梶浦由記              | 梶浦由記              | See-Saw               |
| 君は僕に似ている 〜ReMix2013 |                                                               | 38.PHASE-38 - 40.PHASE-40 42.PHASE-43 - 50.FINAL PHASE                       | 石川智晶              | 梶浦由記              | 梶浦由記              | See-Saw               |
| Result                       | スペシャルエディションI 砕かれた世界                          | 12.PHASE-12、13.PHASE-13                                                     | shungo.               | 藤末樹                | 齋藤真也              | 玉置成実              |
| tears                        | スペシャルエディションII それぞれの剣                         |                                                                              | 小峰理紗              | 小峰理紗              | 江口貴勅              | lisa                  |
| tears 〜ReMix2013            |                                                               | 28.PHASE-28（2013年10月15日）                                                | 小峰理紗              | 小峰理紗              | 江口貴勅              | コミネリサ            |
| 遠雷 〜遠くにある明かり〜    | スペシャルエディションIII 運命の業火                          | 41.PHASE-42                                                                  | HIGH and MIGHTY COLOR | HIGH and MIGHTY COLOR | HIGH and MIGHTY COLOR | HIGH and MIGHTY COLOR |
| 深海の孤独 〜ReTracks        |                                                               | 32.PHASE-32                                                                  | 梶浦由記              | 梶浦由記              | 梶浦由記              | 桑島法子              |

### 挿入歌
| 曲名                          | 使用回 | 使用回                                            | 作詞         | 作曲           | 編曲           | 歌                             |
| 曲名                          | 原典 | HDリマスター                                      | 作詞         | 作曲           | 編曲           | 歌                             |
| ----------------------------- | --- | ------------------------------------------------- | ------------ | -------------- | -------------- | ------------------------------ |
| Fields of hope                | PHASE-07、PHASE-20、PHASE-41 FINAL PLUS スペシャルエディションI 砕かれた世界 スペシャルエディション完結編 自由の代償 |                                                   | 梶浦由記     | 梶浦由記       | 梶浦由記       | ラクス・クライン（田中理恵）   |
| Fields of hope 〜ReTracks     | | 07.PHASE-07、20.PHASE-20 50.FINAL PHASE           | 梶浦由記     | 梶浦由記       | 梶浦由記       | ラクス・クライン（田中理恵）   |
| 水の証                        | PHASE-10、PHASE-29 スペシャルエディションI 砕かれた世界                                                              |                                                   | 梶浦由記     | 梶浦由記       | 梶浦由記       | ラクス・クライン（田中理恵）   |
| 水の証 〜ReTracks             | | 10.PHASE-10、29.PHASE-29                          | 梶浦由記     | 梶浦由記       | 梶浦由記       | ラクス・クライン（田中理恵）   |
| Quiet Night C.E.73            | PHASE-17、PHASE-19 PHASE-24、PHASE-26                                                                                |                                                   | 梶浦由記     | 佐橋俊彦       | 鈴木Daichi秀行 | ミーア・キャンベル（田中理恵） |
| Quiet Night C.E.73 〜ReTracks | | 17.PHASE-17、19.PHASE-19 24.PHASE-24、26.PHASE-26 | 梶浦由記     | 佐橋俊彦       | 鈴木Daichi秀行 | ミーア・キャンベル（田中理恵） |
| 深海の孤独                    | PHASE-21、PHASE-26 PHASE-30、PHASE-33 スペシャルエディションIII 運命の業火                                           |                                                   | 梶浦由記     | 梶浦由記       | 梶浦由記       | 桑島法子                       |
| 深海の孤独 〜ReTracks         | | 21.PHASE-21、26.PHASE-26 30.PHASE-30              | 梶浦由記     | 梶浦由記       | 梶浦由記       | 桑島法子                       |
| Meteor -ミーティア-           | PHASE-23 スペシャルエディションII それぞれの剣                                                                       | 23.PHASE-23、41.PHASE-42                          | 井上秋緒     | 浅倉大介       | 浅倉大介       | T.M.Revolution                 |
| vestige -ヴェスティージ-      | PHASE-39、PHASE-41 PHASE-42、PHASE-49 スペシャルエディションIII 運命の業火                                           |                                                   | 井上秋緒     | 浅倉大介       | 浅倉大介       | T.M.Revolution                 |
| 焔の扉                        | PHASE-40 |                                                   | 梶浦由記     | 梶浦由記       | 梶浦由記       | FictionJunction YUUKA          |
| 焔の扉 〜ReMix2013            | | 40.PHASE-40                                       | 梶浦由記     | 梶浦由記       | 梶浦由記       | FictionJunction YUUKA          |
| EMOTION                       | PHASE-47 スペシャルエディションII それぞれの剣                                                                       |                                                   | 清水しょうこ | 鈴木Daichi秀行 | 鈴木Daichi秀行 | ミーア・キャンベル（田中理恵） |
| EMOTION 〜ReTracks            | | 46.PHASE-47                                       | 清水しょうこ | 鈴木Daichi秀行 | 鈴木Daichi秀行 | ミーア・キャンベル（田中理恵） |
| Zips（UNDER:COVER ver.）      | スペシャルエディションI 砕かれた世界                                                                                 |                                                   | 井上秋緒     | 浅倉大介       | 鈴木覚         | T.M.Revolution                 |

## 各話リスト
2005年10月1日に放送された『FINAL PHASE 最後の力』と同年12月25日に放送された『FINAL PLUS 選ばれた未来』では最終回の内容が追加・修正されていた。他の話もスペシャルエディションやリマスターで変更されている箇所がある。
『FINAL PLUS 選ばれた未来』は2005年12月末から2006年1月末の深夜時間帯にかけてCBCを皮切りに一部系列局で順次放送された。同話は販売版DVD最終巻、およびDVD-BOXに映像特典として収録されている。第15話と第16話の合間には、第15話までの総集編として制作された特別編『EDITED』が放送されたが、こちらは現在に至るまで映像ソフト化されておらず、WEB配信もされていない。
話数・本放送日。サブタイトルは、左が旧放送版（原典）、右がHDリマスターのもので、後者の本放送日はBS11のもの。
| 話数        | 本放送日       | 本放送日      | サブタイトル          | 脚本                           | 絵コンテ                                         | 演出                           | 作画監督                       | メカ作画監督                   |
| 話数        | 原典           | HD            | サブタイトル          | 脚本                           | 絵コンテ                                         | 演出                           | 作画監督                       | メカ作画監督                   |
| ----------- | -------------- | ------------- | --------------------- | ------------------------------ | ------------------------------------------------ | ------------------------------ | ------------------------------ | ------------------------------ |
| PHASE-01    | 2004年 10月9日 | 2013年 4月9日 | 怒れる瞳              | 両澤千晶                       | 福田己津央                                       | 鳥羽聡                         | 平井久司                       | 椛島洋介                       |
| PHASE-02    | 10月16日       | 4月16日       | 戦いを呼ぶもの        | 両澤千晶                       | 山口晋 福田己津央                                | 山口晋                         | 山口晋                         | 重田智                         |
| PHASE-03    | 10月30日       | 4月23日       | 予兆の砲火            | 両澤千晶                       | 西澤晋                                           | 高田昌宏                       | 佐久間信一                     | 佐久間信一                     |
| PHASE-04    | 11月6日        | 4月30日       | 星屑の戦場            | 兵頭一歩 両澤千晶              | 西澤晋                                           | 西山明樹彦                     | 森下博光                       | 吉田徹                         |
| PHASE-05    | 11月13日       | 5月7日        | 癒えぬ傷痕            | 野村祐一 両澤千晶              | 西澤晋                                           | 鳥羽聡                         | 大貫健一                       | 有澤寛                         |
| PHASE-06    | 11月20日       | 5月14日       | 世界の終わる時        | 野村祐一 両澤千晶              | 下田正美                                         | 吉村章                         | 佐久間信一                     | 佐久間信一                     |
| PHASE-07    | 11月27日       | 5月21日       | 混迷の大地            | 大野木寛 両澤千晶              | 西澤晋                                           | 谷田部勝義                     | 山口晋                         | 重田智                         |
| PHASE-08    | 12月4日        | 5月28日       | ジャンクション        | 兵頭一歩 両澤千晶              | 下田正美                                         | 高田昌宏                       | 鎌田祐輔                       | 鎌田祐輔                       |
| PHASE-09    | 12月11日       | 6月4日        | 驕れる牙              | 森田繁 両澤千晶                | 西澤晋                                           | 西山明樹彦                     | しんぼたくろう                 | 高瀬健一                       |
| PHASE-10    | 12月18日       | 6月11日       | 父の呪縛              | 野村祐一 両澤千晶              | 鳥羽聡                                           | 鳥羽聡                         | 森下博光                       | -                              |
| PHASE-11    | 12月25日       | 6月18日       | 選びし道              | 野村祐一 両澤千晶              | 西澤晋                                           | 吉村章                         | 大貫健一                       | 西井正典                       |
| PHASE-12    | 12月25日       | 6月25日       | 血に染まる海          | 大野木寛 両澤千晶              | 西澤晋                                           | 高田昌宏                       | 山口晋                         | 西井正典 有澤寛                |
| PHASE-13    | 2005年 1月8日  | 7月2日        | よみがえる翼          | 兵頭一歩 両澤千晶              | 米たにヨシトモ                                   | 谷田部勝義                     | しんぼたくろう                 | 高瀬健一                       |
| PHASE-14    | 1月15日        | 7月9日        | 明日への出航          | 森田繁 両澤千晶                | 西澤晋                                           | 鳥羽聡                         | 鎌田祐輔                       | 椛島洋介                       |
| PHASE-15    | 1月22日        | 7月16日       | 戦場への帰還          | 大野木寛 両澤千晶              | 須永司                                           | 西山明樹彦                     | 森下博光                       | 吉田徹                         |
| 特別編      | 1月29日        | -             | EDITED                | 総集編（構成・編集：小倉史科） | 総集編（構成・編集：小倉史科）                   | 総集編（構成・編集：小倉史科） | 総集編（構成・編集：小倉史科） | 総集編（構成・編集：小倉史科） |
| PHASE-16    | 2月5日         | 7月23日       | インド洋の死闘        | 野村祐一 両澤千晶              | 西澤晋                                           | 高田昌宏                       | 大貫健一                       | 西井正典 有澤寛                |
| PHASE-17    | 2月12日        | 7月30日       | 戦士の条件            | 兵頭一歩 両澤千晶              | 米たにヨシトモ                                   | 吉村章                         | 山口晋                         | 重田智                         |
| PHASE-18    | 2月19日        | 8月6日        | ローエングリンを討て! | 森田繁 両澤千晶                | 西澤晋                                           | 西村大樹                       | 米山浩平                       | 池田有                         |
| PHASE-19    | 2月26日        | 8月13日       | 見えない真実          | 吉野弘幸 両澤千晶              | 鳥羽聡                                           | 鳥羽聡                         | 椛島洋介 鎌田祐輔              | -                              |
| PHASE-20    | 3月5日         | 8月20日       | PAST                  | 両澤千晶                       | 高田昌宏                                         | 高田昌宏                       | 山口晋                         | -                              |
| PHASE-21    | 3月12日        | 8月27日       | さまよう眸（ひとみ）  | 両澤千晶                       | 西澤晋                                           | 西山明樹彦                     | しんぼたくろう                 | 高瀬健一                       |
| PHASE-22    | 3月19日        | 9月3日        | 蒼天の剣              | 大野木寛 両澤千晶              | 谷田部勝義                                       | 谷田部勝義                     | 森下博光                       | 吉田徹                         |
| PHASE-23    | 3月26日        | 9月10日       | 戦火の蔭              | 大野木寛 両澤千晶              | 西澤晋 福田己津央                                | 高田昌宏                       | 大貫健一                       | 西井正典                       |
| PHASE-24    | 4月2日         | 9月17日       | すれ違う視線          | 吉野弘幸 両澤千晶              | 西澤晋                                           | 吉村章                         | 山口晋                         | 有澤寛                         |
| PHASE-25    | 4月9日         | 9月24日       | 罪の在処（ありか）    | 吉野弘幸 両澤千晶              | 鳥羽聡                                           | 鳥羽聡                         | 米山浩平                       | 池田有                         |
| PHASE-26    | 4月16日        | 10月1日       | 約束                  | 野村祐一                       | 西澤晋                                           | 西村大樹                       | しんぼたくろう                 | 高瀬健一                       |
| PHASE-27    | 4月23日        | 10月8日       | 届かぬ想い            | 森田繁 両澤千晶                | 米たにヨシトモ 鳥羽聡                            | 西山明樹彦                     | 鎌田祐輔                       | 松田寛                         |
| PHASE-28    | 4月30日        | 10月15日      | 残る命 散る命         | 野村祐一 両澤千晶              | 西澤晋                                           | 谷田部勝義                     | 森下博光 吉田徹                | 椛島洋介 伊藤浩二              |
| PHASE-29    | 5月7日         | 10月22日      | FATES                 | 両澤千晶                       | 米たにヨシトモ 高田昌宏                          | 高田昌宏                       | 大貫健一                       | -                              |
| PHASE-30    | 5月14日        | 10月29日      | 刹那の夢              | 高橋ナツコ 両澤千晶            | 西澤晋                                           | 鳥羽聡                         | 山口晋                         | 有澤寛                         |
| PHASE-31    | 5月21日        | 11月5日       | 明けない夜            | 大野木寛 両澤千晶              | 鳥羽聡 米たにヨシトモ                            | 西村大樹                       | 米山浩平                       | 池田有                         |
| PHASE-32    | 5月28日        | 11月12日      | ステラ                | 吉野弘幸 両澤千晶              | 高田昌宏 西澤晋                                  | 高田昌宏                       | しんぼたくろう                 | 高瀬健一                       |
| PHASE-33    | 6月4日         | 11月19日      | 示される世界          | 森田繁 両澤千晶                | 米たにヨシトモ 須永司                            | 西山明樹彦                     | 鎌田祐輔                       | 松田寛                         |
| PHASE-34    | 6月11日        | 11月26日      | 悪夢                  | 野村祐一 両澤千晶              | 西澤晋                                           | 吉村章                         | 森下博光                       | 吉田徹 椛島洋介                |
| PHASE-35    | 6月18日        | 12月3日       | 混沌の先に            | 高橋ナツコ 両澤千晶            | 鳥羽聡 米たにヨシトモ                            | 鳥羽聡                         | 大貫健一                       | 西井正典                       |
| PHASE-36    | 6月25日        | 12月10日      | アスラン脱走          | 大野木寛 両澤千晶              | 西澤晋                                           | 西村大樹                       | 山口晋                         | 有澤寛                         |
| PHASE-37    | 7月2日         | 12月17日      | 雷鳴の闇              | 大野木寛 吉野弘幸 両澤千晶     | 米たにヨシトモ 鳥羽聡                            | 久保山英一                     | 米山浩平                       | 池田有                         |
| PHASE-38    | 7月9日         | 12月24日      | 新しき旗              | 吉野弘幸 両澤千晶              | 西澤晋                                           | 高田昌宏                       | しんぼたくろう                 | 高瀬健一                       |
| PHASE-39    | 7月16日        | 2014年 1月7日 | 天空のキラ            | 森田繁 両澤千晶                | 鳥羽聡 米たにヨシトモ 福田己津央                 | 西山明樹彦                     | 鎌田祐輔                       | 椛島洋介                       |
| PHASE-40    | 7月23日        | 1月14日       | 黄金の意志            | 野村祐一 両澤千晶              | 西澤晋 高田昌宏                                  | いとがしんたろー               | 森下博光                       | 吉田徹                         |
| PHASE-41    | 7月30日        | -             | リフレイン            | 総集編（構成・編集：小倉史科） | 総集編（構成・編集：小倉史科）                   | 総集編（構成・編集：小倉史科） | 総集編（構成・編集：小倉史科） | 総集編（構成・編集：小倉史科） |
| PHASE-42    | 8月6日         | 1月21日       | 自由と正義と          | 大野木寛 両澤千晶              | 鳥羽聡 西澤晋 福田己津央                         | 鳥羽聡                         | 大貫健一                       | 西井正典 松田寛                |
| PHASE-43    | 8月13日        | 1月28日       | 反撃の声              | 大野木寛 高橋ナツコ 両澤千晶   | 米たにヨシトモ 西澤晋 福田己津央                 | 西村大樹                       | 山口晋                         | 有澤寛                         |
| PHASE-44    | 8月20日        | 2月4日        | 二人のラクス          | 吉野弘幸 両澤千晶              | 鳥羽聡 西澤晋 福田己津央                         | 久保山英一                     | 米山浩平                       | 池田有                         |
| PHASE-45    | 8月27日        | 2月11日       | 変革の序曲            | 森田繁 両澤千晶                | 鳥羽聡 西澤晋 米たにヨシトモ 福田己津央          | 吉村章                         | しんぼたくろう                 | 高瀬健一                       |
| PHASE-46    | 9月3日         | 2月18日       | 真実の歌              | 野村祐一 両澤千晶              | 鳥羽聡 西澤晋 福田己津央                         | 高田昌宏                       | 鎌田祐輔 椛島洋介              | 椛島洋介                       |
| PHASE-47    | 9月10日        | 2月25日       | ミーア                | 両澤千晶                       | 西澤晋 高田昌宏 福田己津央                       | 西山明樹彦                     | 森下博光                       | -                              |
| PHASE-48    | 9月17日        | 3月4日        | 新世界へ              | 吉野弘幸 両澤千晶              | 高田昌宏 鳥羽聡 西澤晋 福田己津央                | 西村大樹                       | 大貫健一                       | 西井正典                       |
| PHASE-49    | 9月24日        | 3月11日       | レイ                  | 吉野弘幸 両澤千晶              | 鳥羽聡 西澤晋 米たにヨシトモ 福田己津央          | 鳥羽聡                         | 米山浩平                       | 池田有                         |
| FINAL PHASE | 10月1日        | 3月18日       | 最後の力              | 両澤千晶                       | 西澤晋 米たにヨシトモ 鳥羽聡 高田昌宏 福田己津央 | 福田己津央 高田昌宏            | 山口晋 鎌田祐輔                | 有澤寛 椛島洋介                |
| FINAL PLUS  | 12月25日       | 3月25日       | 選ばれた未来          | 両澤千晶                       | 西澤晋 米たにヨシトモ 鳥羽聡 高田昌宏 福田己津央 | 福田己津央 高田昌宏            | 平井久司 山口晋 鎌田祐輔       | 有澤寛 椛島洋介                |

## スペシャルエディション（総集編）
アスラン視点で再構成した4部作の総集編。
全編新アフレコで新作カットが追加・修正されている他、作画監督はキャラクターデザインを担当した平井久司が務めている。3か月ごとにDVDが発売され、前作と違い4部作全てがテレビで放送された。
- スペシャルエディション 砕かれた世界 <PHASE-01 - PHASE-13> 前半2006年5月1日 後半2006年5月2日（放映・DVD発売時期:2006年5月）
- スペシャルエディションII それぞれの剣 <PHASE-14 - PHASE-28> 2006年7月30日（放映・DVD発売時期:2006年8月）
- スペシャルエディションIII 運命の業火 <PHASE-29 - PHASE-42> 2006年10月8日（放映・DVD発売時期:2006年11月）
- スペシャルエディション完結編 自由の代償 <PHASE-43 - FINAL PLUS> 2007年1月7日（放映・DVD発売時期:2007年2月）

## 報道特別番組の影響
2004年10月23日放送分の第3話「PHASE-03 予兆の砲火」は、新潟県中越地震が発生したために18:13に中断して報道特別番組へ変更され、そのまま放送休止となった。このため、毎日放送では次週に第3話の再放送を行った（当日は「放送日に配信」を謳い文句にしていた『フレッツ・スクウェア』等でのネット配信も休止。遅れネット局ではその回を2週連続で放送し、同時ネットの局とペースを合わせている）。その後、2004年の年末には（遅れネット局では2005年の年始）1時間スペシャルとして第11話と第12話が連続放送された。

## キャンペーン
ザクウォーリアのキャンペーンが2種類募集された。応募期間は2005年3月10日から5月31日まで。
ザクウォーリアデザインコンテスト
第1のキャンペーンは、視聴者にザクウォーリアのオリジナルカラーリングを募集する「ザクウォーリアデザインコンテスト」であり、最優秀作品は『機動戦士ガンダムSEED DESTINY』の劇中に登場。
第41話のエンディングにおいて、「君は僕に似ている」をBGMにキャンペーンへの応募作品であるザクウォーリアの塗り絵が紹介され、第45話では、最優秀作品である黒と赤を基調にしたカラーリングのザクウォーリアが登場した。
ハイネ隊 隊員募集!!
第2のキャンペーンは、応募した当選者にハイネ・ヴェステンフルス率いるハイネ隊のザクウォーリア（右肩のみがハイネをイメージしたオレンジに塗られている）のHGプラモデルがプレゼントされる「ハイネ隊 隊員募集!!」と題されたものである。キャッチコピーは「オレンジショルダーは同志の証し」。
ハイネ隊は本作の劇中終盤に登場し、ジュール隊と共に戦闘を行なっている。

## HDリマスタープロジェクト
前作『機動戦士ガンダムSEED HDリマスター』から始まったリマスタリングを中心とするリバイバル企画第2弾として、本作もHDリマスターされた。『機動戦士ガンダムSEED HDリマスター』の最終話配信終了直後に「DESTINY IS COMING」と表示され、リマスタープロジェクト公式サイトでも同様の画像が公開された。
前作『SEED』と同様に、既存映像のHDリマスター作業と一部新規作画への差し替え、描写の追加・修正が施されている（詳細は機動戦士ガンダムSEED#HDリマスタープロジェクトを参照）。
ストライクルージュの新たなはストライカーパック「オオトリ」が原典におけるエールパックに代わって登場する。
本放送時の最終話の部分に当たる、HDリマスター版の最終2話は、本放送時とは構成が大きく異なる。
- 本放送時の最終話。
- 本放送最終話後に制作された最終話の完全版「FINAL-PLUS」。
- 「スペシャルエディション完結編」
- スペシャルPV「PHASE-IMPULSE」より一部シーンの流用（PV初出の新規作画によるシンのカットイン[注 17]、デストロイへの突撃シーンなどの3DCGカットなど）[注 18]

以上の4つの映像素材を用いると共に、一部新規作画を追加して再構成され、2話分の分量に拡大して制作された。

### 放送局（HDリマスター）
| 放送地域 | 放送局                                           | 放送期間                     | 放送日時           | 放送系列   | 備考           |
| -------- | ------------------------------------------------ | ---------------------------- | ------------------ | ---------- | -------------- |
| 日本全域 | ガンダムSEED HDリマスター プロジェクト公式サイト | 2013年3月29日 - 2014年3月7日 | 金曜 23:00 更新    | ネット配信 |                |
| 日本全域 | BS11                                             | 2013年4月7日 - 2014年3月16日 | 日曜 19:30 - 20:00 | BS放送     | アニメ+枠      |
| 東京都   | TOKYO MX                                         | 2013年4月9日 - 2014年3月25日 | 火曜 22:29 - 23:00 | 独立局     | アニメの神様枠 |

## 関連作品
書籍関係
映像作品
- スペシャルPV「PHASE-IMPULSE」
  - インパルスガンダムのCGによるプロモーション映像が製作された。MGフォースインパルスガンダム初回生産分に同封されているチケットにより視聴できる『PHASE-IMPULSE MG EDTION』も存在する（2008年8月31日公開終了）。

- ファンディスク『SEED SUPERNOVA er』『SEED SUPERNOVA ist』

音楽作品
- 『機動戦士ガンダムSEED DESTINY COMPLETE BEST』
- 『交響組曲 機動戦士ガンダムSEED DESTINY』
- 『機動戦士ガンダムSEED DESTINY ORIGINAL SOUNDTRACK I』
- 『機動戦士ガンダムSEED DESTINY ORIGINAL SOUNDTRACK II』
- 『機動戦士ガンダムSEED DESTINY ORIGINAL SOUNDTRACK III』
- 『機動戦士ガンダムSEED DESTINY ORIGINAL SOUNDTRACK IV』

### ゲーム
- 機動戦士ガンダムSEED DESTINY（対戦格闘ゲーム）
- 機動戦士ガンダムSEED 連合vs.Z.A.F.T.
- 機動戦士ガンダムSEED DESTINY 連合vs.Z.A.F.T.II
- 機動戦士ガンダムSEED DESTINY GENERATION of C.E.
- 機動戦士ガンダムSEED DESTINY 連合vs.Z.A.F.T.II PLUS
- 機動戦士ガンダムSEED BATTLE DESTINY
- 機動戦士ガンダム オンライン

### クロスオーバー作品
他作品に登場する様々なロボットと共演するテレビゲームソフトのジャンル。下記の作品群に登場（参戦）している。
スーパーロボット大戦シリーズ
- スーパーロボット大戦Scramble Commander the 2nd
- スーパーロボット大戦Z
- スーパーロボット大戦K
- スパロボ学園
- スーパーロボット大戦L
- 第2次スーパーロボット大戦Z 破界篇
- 第2次スーパーロボット大戦Z 再世篇
- スーパーロボット大戦Card Chronicle
- スーパーロボット大戦UX
- スーパーロボット大戦Operation Extend
- 第3次スーパーロボット大戦Z 時獄篇
- 第3次スーパーロボット大戦Z 天獄篇
- スーパーロボット大戦V
- スーパーロボット大戦X-Ω
- スーパーロボット大戦DD
- スーパーロボット大戦Y

SDガンダム GGENERATIONシリーズ
- SDガンダム GGENERATION PORTABLE
- SDガンダム GGENERATION CROSS DRIVE
- SDガンダム GGENERATION WARS
- SDガンダム GGENERATION WORLD
- SDガンダム GGENERATION 3D
- SDガンダム GGENERATION OVER WORLD
- SDガンダム GGENERATION CROSSRAYS

- Another Century's Episode:R
- 機動戦士ガンダム エクストリームバーサス

## コマーシャル
『機動戦士ガンダムSEED DESTINY』の本放送当時は、エンディング後に女優近野成美によるプラモデルCMと、GUNDAM EVOLVEの編集版を週替わりで放送していた。